# Decapitated
A Decapitated lengyel technikás death-metal együttes. 1996-ban alakultak meg Krosnóban. Tagjai Wacław „Vogg” Kiełtyka alapító, gitáros és dalszerző, Rafał Piotrowski énekes, Hubert Więcek basszusgitáros és Ken Bedene ideiglenes dobos. A zenekar egyike a legismertebb technikás death metal együtteseknek. Az együttes nemzetközi rajongótábort ért el, és a modern death metal innovatív tagjának számít.
Vogg és öccse, Witold „Vitek” Kiełtyka dobos alapították meg a Decapitated zenekart Wojciech „Sauron” Wąsowicz énekessel kiegészítve, tinédzser korukban. Marcin „Martin” Rygiel basszusgitáros később csatlakozott hozzájuk. Rögzítettek két demót, majd lemezszerződést kötöttek a Wicked World kiadóval, ami az Earache Records leányvállalata. Első nagylemezük 2000-ben jelent meg. 2002-ben és 2004-ben is adtak ki lemezeket, 2006-ban a negyedik albumuk is megjelent. Ezen az albumon énekelt először Adrian „Covan” Kowanek, aki 2005-ben váltotta le Wąsowiczot.
2007-ben autóbalesetet szenvedtek. Vitek 2007. november 2-án elhunyt, 23 éves korában, a balesetben szerzett sérülések miatt. Covan túlélte a balesetet, de kómába került.  Vogg 2011-ben újra összehozta a zenekart, azóta három albumot adtak ki. Az Alternative Press „a megmaradt elit death metal zenekarok” egyikének nevezte őket.
2018-ban botrányba keveredtek, ugyanis azzal vádolták meg őket, hogy elraboltak és megerőszakoltak egy nőt. Az ügy bíróságra került. Azonban ejtették a zenekar ellen a vádat.  2017-es albumukon a groove metal, thrash metal, technikás metal és progresszív metal műfajok elemeit is vegyítik.
Lemezeiket az Earache Records, Nuclear Blast, Metal Mind, Riffs Factory, illetve Mystic Records kiadók dobják piacra.

## Tagok
- Wacław „Vogg” Kiełtyka – gitár (1996−2007, 2009−)
- Rafał „Rasta” Piotrowski – ének (2009−)
- James Stewart – dob (2020−; 2018-tól 2020-ig koncerteken)

## Korábbi tagok
- Witold „Vitek” Kiełtyka – dob (1996–2007) (2007-ben elhunyt)
- Wojciech „Sauron” Wąsowicz – ének (1996–2005)
- Marcin „Martin” Rygiel – basszusgitár (1997–2005, 2006–2007)
- Adrian „Covan” Kowanek – ének (2005–2007)
- Kerim „Krimh” Lechner – dob (2009−2012)
- Filip „Heinrich” Hałucha – basszusgitár (2009−2011)
- Paweł Pasek – basszusgitár (2012−2016)
- Michał Łysejko – dob (2014−2018)
- Hubert Więcek – basszusgitár (2016−2020)

Koncerteken fellépő tagok
- Jacek Hiro – gitár (2000−2004)
- Richard Gulczynski – basszusgitár (2006)[12]
- Konrad Rossa – basszusgitár (2011−2012)
- Paweł „Pawulon” Jaroszewicz – dob (2012−2013)
- Kevin Foley – dob (2013)
- Sean Martinez – basszusgitár (2016)
- Ken Bedene – dob (2020)

## Diszkográfia
- Winds of Creation (2000)
- Nihility (2002)
- The Negation (2004)
- Organic Hallucinosis (2006)
- Carnival is Forever (2011)
- Blood Mantra (2014)
- Anticult (2017)
- Cancer Culture (2022)